# Bernardo do Mearim
Bernardo do Mearim là một đô thị thuộc bang Maranhão, Brasil. Đô thị này có diện tích 261,401 km², dân số năm 2007 là 6013 người, mật độ 23 người/km².